# Matthew Goode
Matthew William Goode (* 3. dubna 1978, Exeter, Devon, Anglie, Spojené království) je britský herec.
Mezi jeho známé filmy patří Hon za svobodou, Match Point – Hra osudu, Strážci – Watchmen, Návrat na Brideshead, Přestupný rok, Svatba ve třech a Single Man.

## Životopis
Narodil se v Exeteru v Devonu jako nejmladší z pěti sourozenců (má bratra, dva nevlastní bratry a nevlastní sestru, televizní moderátorku Sally Meenové, z další svatby jeho matky). Vyrostl ve vesnici Clyst St. Mary, blízko Exeteru s otcem geologem a matkou Jennifer, zdravotní sestřičkou a také amatérskou divadelní režisérkou.
Byl vzděláván na Exeter School, nezávislé škole v Exeteru v Devonu a následně na University of Birmingham a londýnské Akademii dramatických umění Webbera Douglase.

## Kariéra
Je znám z role přítele Mandy Mooreové ve filmu Hon za svobodou. Předtím si zahrál bratra inspektora Lynleyho v seriálu BBC, Inspector Lynley Mysteries: A Suitable Vengeance a měl role v televizním filmu O Popelce trochu jinak a v Shakespearově divadelní hře Bouře. Měl vedlejší role ve filmech Match Point – Hra osudu, Svatba ve třech, O mé rodině a jiné zvířeně, kde hrál vedle Imeldy Stauntonové, Ve stínu Beethovena, kde hrál vedle Eda Harrise a Diane Krugerové a Watchmen.
Mezi jeho současné role patří Charles Ryder z filmu Návrat na Brideshead, tuto roli hrál před ním Jeremy Irons v populárním seriálu z osmdesátých let. V roce 2009 hrál roli Adriana Veidta ve snímku Strážci – Watchmen a objevil se v dramatu Single Man (založeno na novele od Christophera Isherwooda). V roce 2010 si zahrál po boku Amy Adamsové v romantické komedii Přestupný rok.
V roce 2013 hrál hlavní roli v kritiky oceňovaném, ale ne příliš sledovaném seriálu Dancing on the Edge a objevil se po boku Mii Wasikovské a Nicole Kidmanové v psychologickém thrilleru Stoker.
Ve stejném roce ztvárnil roli George Wickhama v třídílné minisérii Death Comes to Pemberley, založené na stejnojmenné novele od P. D. James a v pokračování dramatické minisérie Pýcha a předsudek z roku 1995, k připomenutí si 200. výročí vydání stejnojmenné knihy od Jane Austenové.
V březnu 2014 se v polovině páté série přidal k obsazení dramatického seriálu Dobrá manželka, kde si zahrál roli státního prokurátora Finna Polmara. Také ztvárnil vedlejší roli v historickém thrilleru Kód Enigmy, kde ztvárnil roli britského kryptoanalytika a šachového šampióna Hugha Alexandera.
Objevil se jako Henry Talbot ve speciální vánoční epizodě seriálu Panství Downton.

## Osobní život
Goode je ženatý s Sophie Dymokeovou od roku 2007. Mají spolu dvě dcery, Matildu Eve (narozenou v dubnu 2009) a Teddie Eleanor Rose Goode (narozenou v září 2013) a syna Ralpha Goode (narozeného v říjnu 2015).

## Filmografie

### Film
| Rok           | Název                                                 | Role                     | Poznámky        |
| ------------- | ----------------------------------------------------- | ------------------------ | --------------- |
| 2003          | South of Granada                                      | Gerald Brenan            |                 |
| 2004          | Hon za svobodou                                       | Ben Calder               |                 |
| 2005          | Match Point – Hra osudu                               | Tom Hewett               |                 |
| 2006          | Svatba ve třech                                       | Hector                   |                 |
| 2006          | Ve stínu Beethovena                                   | Martin Bauer             |                 |
| 2007          | Komplic                                               | Gary Spargo              |                 |
| 2008          | Návrat na Brideshead                                  | Charles Ryder            |                 |
| 2009          | Strážci – Watchmen                                    | Adrian Veidt/Ozymandias  |                 |
| 2009          | Single Man                                            | Jim                      |                 |
| 2010          | Přestupný rok                                         | Declan O'Callaghan       |                 |
| 2010          | Cemetery Junction                                     | Mike Ramsay              |                 |
| 2011          | Hořící muž                                            | Tom                      |                 |
| 2012          | Stoker                                                | strýc Charlie            |                 |
| 2013          | Belle                                                 | Kapitán Sir John Lindsay |                 |
| 2014          | Kód Enigmy                                            | Hugh Alexander           |                 |
| 2015          | Pressure                                              | Mitchell                 |                 |
| 2015          | Nesmrtelný                                            | Albright                 |                 |
| 2016          | Spojenci                                              | Guy Sangster             |                 |
| 2017          | The Sense of Ending                                   | Joe Hunt                 |                 |
| 2017          | Loupež v Hatton Garden                                | XXX                      |                 |
| 2017          | The Big Bad Fox and Other Tales...                    | Vlk                      | anglický dabing |
| 2018          | Birthmarked                                           | Ben Morin                |                 |
| 2018          | Spolek přátel krásné literatury a bramborových koláčů | Sidney Stark             |                 |
| 2019          | Státní tajemství                                      | Peter Beaumont           |                 |
| 2019          | Panství Downton                                       | Henry Talbot             |                 |
| 2020          | Čtyři děti a skřítek                                  | David Hartlepool         |                 |
| 2020          | The Duke                                              | Jeremy Hutchinson        |                 |
| 2021          | Kingsman: První mise                                  | Tristan                  |                 |
| 2021          | Silent Night                                          |                          |                 |
| 2022          | Jan Žižka                                             | král Zikmund             |                 |
| 2022          | Panství Downton 2                                     | Henry Talbot             |                 |
| bude oznámeno | The Colour Room                                       |                          |                 |

### Televize
| Rok           | Název                           | Role                   | Poznámky                    |
| ------------- | ------------------------------- | ---------------------- | --------------------------- |
| 2002          | O Popelce trochu jinak          | Caspar                 | Televizní film              |
| 2003          | Bounty Hamster                  | Různé role             |                             |
| 2003          | The Inspector Lynley Mysteries  | Peter Lynley           | díl: „A Suitable Vengeance“ |
| 2004          | He Knew He Was Right            | Brooke Burgess         | 2 díly                      |
| 2005          | Slečna Marplová                 | Patrick Simmons        | díl: „Ohlášená vražda“      |
| 2005          | O mé rodině a jiné zvířeně      | Larry Durrell          | TV film                     |
| 2012          | Ptačí zpěv                      | kapitán Gray           | hlavní role, 2 díly         |
| 2012          | The Poison Tree                 | Rex Clarke             | hlavní role, 2 díly         |
| 2013          | Dancing on the Edge             | Stanley Mitchell       | hlavní role, 6 dílů         |
| 2013          | Smrt přichází do Pemberley      | George Wickham         | hlavní role, 3 díly         |
| 2014–2015     | Dobrá manželka                  | Finn Polmar            | hlavní role, 28 dílů        |
| 2014–2015     | Panství Downton                 | Henry Talbot           | 7 dílů                      |
| 2016          | The Wine Show                   | sám sebe/moderátor     |                             |
| 2016          | Kořeny                          | Dr. William Waller     | hlavní role, 2 díly         |
| 2017          | Koruna                          | Antony Armstrong-Jones | 3 díly                      |
| 2018          | Agatha Christie: Zkouška neviny | Philip Durrant         | hlavní role, 3 díly         |
| 2018–dosud    | Čas čarodějnic                  | Matthew Clairmont      | hlavní role, 18 dílů        |
| bude oznámeno | The Offer                       | Robert Evans           |                             |

## Ocenění a nominace
| Rok  | Ocenění                                     | Kategorie                                                       | Práce               | Výsledek  |
| ---- | ------------------------------------------- | --------------------------------------------------------------- | ------------------- | --------- |
| 2004 | Teen Choice Awards                          | Filmový objev roku – muž                                        | Hon za svobodou     | nominace  |
| 2004 | Teen Choice Awards                          | Nejlepší filmový lhář                                           | Hon za svobodou     | nominace  |
| 2012 | Film Critics Circle of Australia Awards     | Nejlepší mužský herecký výkon                                   | Hořící muž          | nominace  |
| 2013 | Australian Film Critics Association         | Nejlepší mužský herecký výkon                                   | Hořící muž          | nominace  |
| 2013 | Australian Film Institute                   | Nejlepší mužský herecký výkon                                   | Hořící muž          | nominace  |
| 2014 | Fangoria Chainsaw Awards                    | Nejlepší mužský herecký výkon ve vedlejší roli                  | Stoker              | vítězství |
| 2014 | Satellite Awards                            | Nejlepší mužský herecký výkon – mini-seriál nebo TV film        | Dancing on the Edge | nominace  |
| 2014 | San Diego Film Critics Society Awards       | Nejlepší obsazení                                               | Kód Enigmy          | nominace  |
| 2015 | Mezinárodní filmový festival v Palm Springs | Nejlepší obsazení                                               | Kód Enigmy          | vítězství |
| 2015 | Screen Actors Guild Awards                  | Nejlepší obsazení                                               | Kód Enigmy          | nominace  |
| 2017 | Screen Actors Guild Awards                  | Nejlepší obsazení – seriál (drama)                              | Panství Downton     | nominace  |
| 2018 | Gold Derby Awards                           | Nejlepší mužský herecký výkon v hostující roli – seriál (drama) | The Crown           | nominace  |
| 2018 | Cena Emmy                                   | Nejlepší mužský herecký výkon v hostující roli – seriál (drama) | The Crown           | nominace  |